# Deodaat del Monte

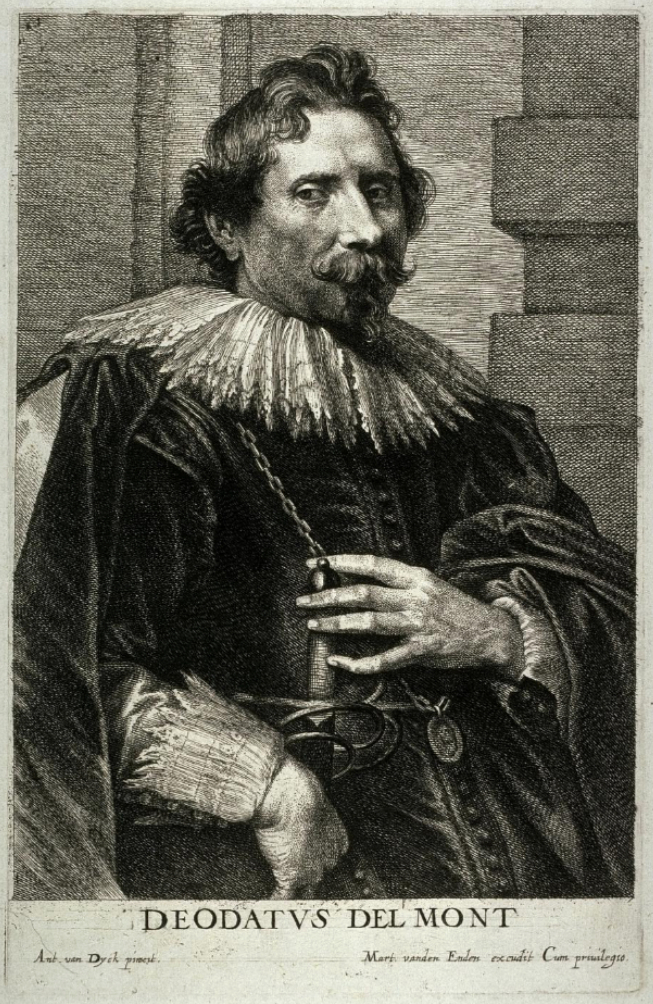
Deodatus Delmonte op een gravure van Lucas Vorsterman, ca. 1630-1640

Deodaat del Monte of Van der Mont (Sint-Truiden, maart 1582 - Antwerpen, 24 november 1644), was een Zuid-Nederlands architect, astronoom en kunstschilder.
Hij woonde als leerling bij Peter Paul Rubens voor 1600 en vergezelde zijn meester op reizen. Een mogelijke voortdurende betrokkenheid bij Rubens’ activiteiten in de vroege jaren 1610 is niet uitgesloten. In 1608 werd hij lid van het Antwerpse Sint-Lucasgilde.
Hij werd hofschilder bij Filips Lodewijk van Palts-Neuburg, die hem ridderde.
- Biblioteca Nacional de España: XX5057305
- Biografisch Portaal: 06625310
- Gemeinsame Normdatei: 123097711
- International Standard Name Identifier: 0000 0000 6635 1218
- Library of Congress Control Number: nr2004022860
- RKD-Nederlands Instituut voor Kunstgeschiedenis: 57351
- Système universitaire de documentation: 223477346
- Union List of Artist Names: 500028433
- Virtual International Authority File: 69826955
- WorldCat: E39PBJtCFVVhppJ9D3xWFfY773